# 小行星7268
小行星7268（7268 Chigorin）是一颗绕太阳运转的小行星，为主小行星带小行星。该小行星于1972年10月3日发现。

## 轨道参数
小行星7268的轨道半长轴为2.2639942 UA，离心率为0.188。